# Río Dzhimalta
El río Dzhimalta (del ruso: Джималта) es un corto río del distrito de Lázarevskoye de la unidad municipal de la ciudad-balneario de Sochi del krai de Krasnodar de Rusia. Es un afluente del río Makopse

## Curso
Tiene una longitud de 7 km. Nace las estribaciones más occidentales del Cáucaso, en las primeras cordilleras desde el mar y discurre durante su curso alto en dirección predominantemente sur. Recibe varios pequeños arroyos a lo largo de su recorrido, que bordea por el este el monte Dzhimalta, todos en la orilla izquierda y desemboca en una curva del río Makopse, tras virar al oeste, a medio camino aproximadamente entre Makopse y Nadzhigo. 

## Historia
En su valle hay algún dolmen.